# Gilles De Wilde
Gilles De Wilde (12 ottobre 1999) è un ciclista su strada belga, è professionista dal 2020.

## Biografia
È il fratello della ciclista Julie De Wilde.

## Palmarès

### Strada

#### Altri successi
- 2018 (VDM Van Durme-Michiels-Trawobo)

Criterium Londerzeel
- 2019 (Home Solutions-Soenens)

Driebergenprijs
- 2022 (Sport Vlaanderen-Baloise)

Classifica scalatori Boucles de la Mayenne
Memorial Fred De Bruyne

## Piazzamenti

### Classiche monumento
- Giro delle Fiandre

2020: ritirato
2023: ritirato
- Parigi-Roubaix

2023: 103º
- Liegi-Bastogne-Liegi

2022: ritirato

### Competizioni mondiali
- Campionati del mondo gravel

Belgio 2024 - Elite: 90°

### Competizioni europee
- Campionati europei gravel

Italia 2024 - Elite: 16°